# Gnidosz stepowy
Gnidosz stepowy (Pedicularis kaufmannii Pinzger) – gatunek rośliny zielnej z rodziny zarazowatych (Orobanchaceae).

## Rozmieszczenie geograficzne
Występuje w Europie północno-wschodniej i wschodniej od Polski na zachodzie po Syberię na wschodzie. W Polsce znaleziono go dopiero niedawno (w 2000 r.) i jest prawdopodobnie gatunkiem rodzimym. Znany jest tylko z jednego stanowiska położonego w Kulasznem w Bieszczadach Niskich. Najbliższe stanowiska znajdują się na Ukrainie.

## Morfologia

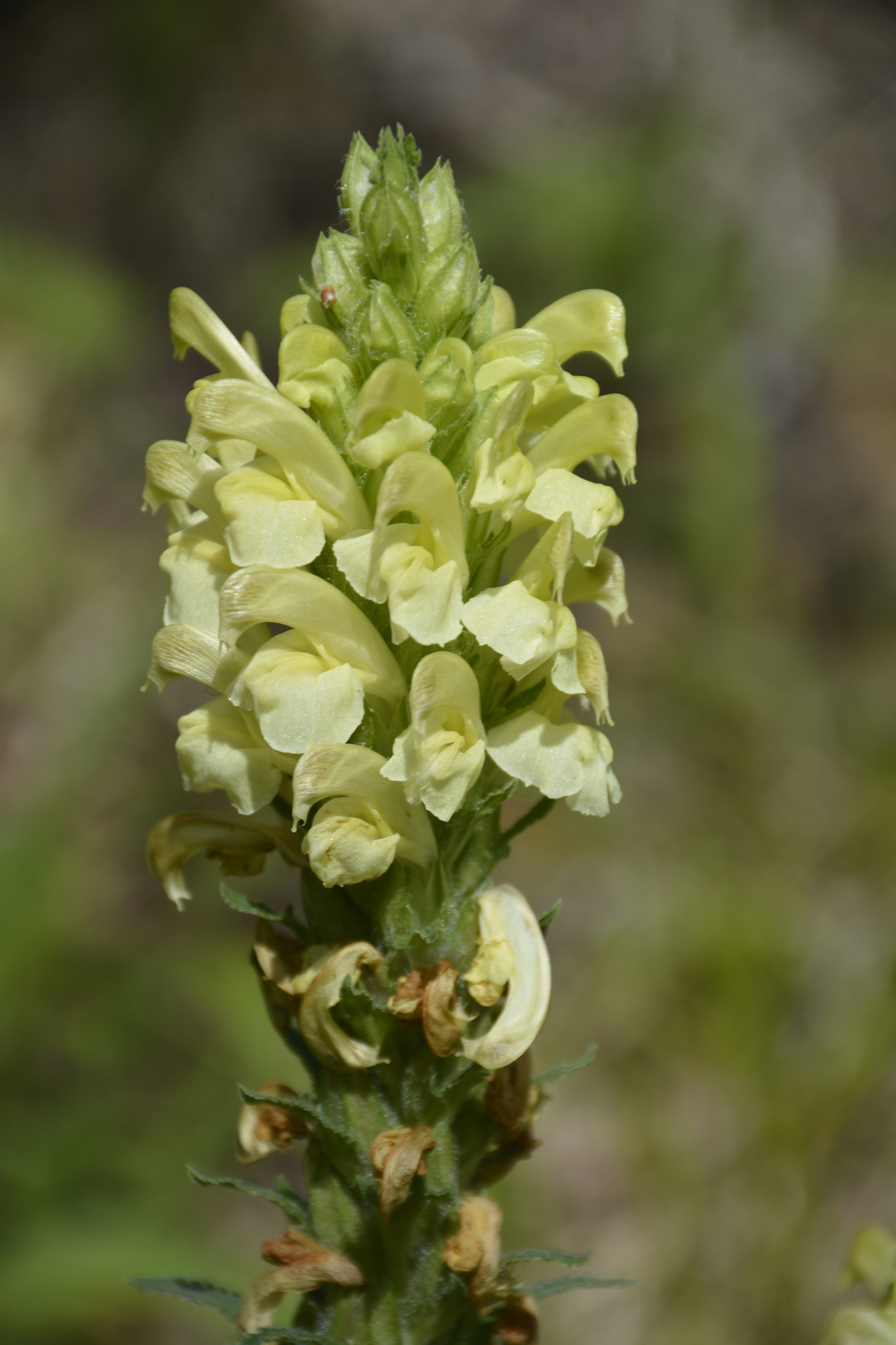
Kwiatostan

ŁodygaWzniesiona, nierozgałęziona, o wysokości 20–70 cm. Jest owłosiona rzadkimi, długimi włoskami.
LiścieLiście odziomkowe ogonkowe, lancetowate, pierzastosieczne. Liście łodygowe zmniejszają się ku górze łodygi i mają coraz krótsze ogonki. Pokryte są gęstymi, kędzierzawymi włoskami. Dolne przysadki krótkoogonkowe, podobne do liści i dłuższe od kwiatów.
KwiatyGrzbieciste, żółte, zebrane w kłos. Kielich rurkowato-beczułkowaty o długości 12–15 mm. Jego 5-ząbkowa rurka ma wystające nerwy. Korona kwiatu dwuwargowa, o długości 26–32 mm. Wewnątrz korony 4 dwusilne pręciki i słupek o silnie wydłużonej szyjce i główkowatym znamieniu.
OwoceTorebka o długości 15–19 mm. Zakończona jest dzióbkiem.

## Biologia i ekologia
Bylina, hemikryptofit, półpasożyt. Rośnie w murawach. Kwitnie od maja do lipca, kwiaty zapylane są przez owady. Rozmnaża się także wegetatywnie. Drobne nasiona rozsiewane są przez wiatr (anemochoria).

## Zagrożenia i ochrona
Roślina była objęta w Polsce ścisłą ochroną gatunkową w latach 2012–2014. Umieszczona w Polskiej czerwonej księdze roślin w kategorii CR (krytycznie zagrożony). Tę samą kategorię posiada na polskiej czerwonej liście.
W 1999 r. jedyna znana w Polsce populacja tego gatunku liczyła około 20 osobników i zajmowała powierzchnię około 10 m². Stanowisko to jest ciągle zagrożone robotami drogowymi, koszeniem i zadeptywaniem, znajduje się bowiem w murawie przydrożnej w pobliżu cmentarza.